# ラジオ・バンブーブレード〜文武両道!
ラジオ・バンブーブレード～文武両道!は、テレビアニメ『バンブーブレード』に関連したインターネットラジオ番組。

## 概要
テレビアニメ『バンブーブレード』をさらに盛り上げるために始められた番組。アニメのキャストの声優が出演する。
- 配信期間： 2007年10月22日 - 2008年4月21日
- 配信日：毎週月曜日／毎週火曜日
- 配信サイト：音泉／テレビアニメ公式サイト（音泉で放送しているものの前回の内容を再配信）

## メインパーソナリティ
- 小西克幸（石田虎侍役）
メインパーソナリティであるが、第3・4・9・10回は出演していない。広橋から「西さん」というあだ名を付けられる。命名由来が苗字から。あまりに安直過ぎるため本人は気に入っておらず広橋に変え直すよう言っているが聞き入れてもらえない。そればかりか、第17回放送でこのあだ名がファンにすっかり定着してしまい、他のラジオでもリスナーからそう呼ばれることがあることが明らかになった。
- 豊口めぐみ（千葉紀梨乃役）
広橋によるあだ名は「めめちゃん」。名前の「め」ぐみと「目」がチャームポイントだからとのこと。
- 広橋涼（川添珠姫役）
毎回出演者にあだ名を付けるのが恒例となっている（アニメの収録スタジオで既に付けている場合もある）。第2回までは自称「はかせ」であった（昔から博士と呼ばれたかったそうで、ラジオの収録スタジオでは用意されていた白衣を着ていた）が、第4回にてゲストの小島の発言から「塩大福」というあだ名になる。

## ディレクター
- つっつう

## コーナー
- ふつおた
アニメやラジオの感想や質問、リスナーの日常で起こった出来事などの普通のお便りを紹介する。
- 1本!それまで!
痛かった話、臭い匂いの話、つらかった話といったテーマの滑らない話をリスナーに送ってもらい、メールを読んだパーソナリティー以外の人が審判となって判定するコーナー。白旗と赤旗で判定し、白旗が多かったら1本。白旗を3本取ったリスナーには、出演者サイン入りの番組ノベルティグッズが貰える。
- 気合い!のひと声
本番組のジングルで叫ぶための、剣道で気合いのような台詞やネタを募集。
- 戦え!ブレードブレイバー!
『バンブーブレード』の作品内に登場する特撮ドラマ『超剣戦隊ブレードブレイバー』という架空の番組を妄想するコーナー。怪人の名前やイラスト、敵の技の名前、シナリオといった設定をリスナーが考えて送り、それを紹介する。
- 武士道とは日本語のみ語ることと見つけたり。
「心・技・体」の3つを全て鍛えることによって人間形成の修行をしていく剣道の「和の心」を育てようとするコーナー。リスナーからトークテーマが送られ、それに沿ってパーソナリティーが3分間フリートークをする。会話中、英語（カタカナ英語含む）を出してしまったら、審判のディレクターつっつうが笛の音を流して、終了。ミスをすると1ポイント（ゲストは来る頻度が少ないため2ポイントであったが、後に小西の提案で5ポイントに変更され、ゲストが間違えた場合は1発アウトになった。）加算され、5ポイント溜まったパーソリティーは、罰ゲームとして次週に剣道の防具を装備してトークをしなければならない。また、審判のつっつうが聞き逃した場合はつっつうに2ポイント加算される。喋ってはいけない言葉は「英語（カタカナ英語を含む）」ということになっているが、"ラーメン"など英語以外でもカタカナで表記するものは全てミスとなる。
- 使って!アイキャッチ
アニメ『バンブーブレード』のアイキャッチ（CM後）で使えるアドリブ用の台詞やネタをリスナーから募集するコーナー。実際に使用するかどうかはキャスト次第である。

## ゲスト
ゲストが来ると必ずニックネームをつけている。
- 第3・4・22・23回：小島幸子（桑原鞘子役）
第3回では「さっちゃん」と呼ばれていたが、第4回にて広橋から「ハッピー」と名付けられ、その後アニメの収録現場にハッピーターンが置いてあったことから「ハッピーチャーン」となる。また、この回の放送で、広橋の顔を見ると塩大福を思い出すと発言して以降、広橋のあだ名が「塩大福」となった。
- 第7回：石田彰（栄花段十朗役）
広橋からのあだ名は「ストーンズ」で、由来は苗字にある石から。あだ名がかっこよすぎたため、広橋が新たに「席亭」（石田が落語好きなことから）を提案したものの、即却下され据え置き。
なお、第8回にも収録した日が誕生日だった桑島を祝うため序盤だけ出演していた。
- 第8回：桑島法子（宮崎都役）
広橋からのあだ名は「ポーランド」。最初は名前にある法子が「のりこ」とも読むため、法（ノリ）と島（ランド）を組み合わせた「ノリランド」であったが、桑島から希望で「ポーランド」に変わった逸話がある。桑島は名前を付けてもらったことを、嬉しいと番組内で語っていた。
- 第9・10回：阪口大助（中田勇次役）
広橋から「大名」と付けられる。由来は、霊が見えるスタッフから阪口の背後霊が「年貢が払えなかった農民」だと言われたことと、阪口本人が城を好きなため。
- 第13・14回：佐藤利奈（東聡莉役）
広橋から「ファンシー」と名付けられたが、第13回エンディングにて佐藤の要望などにより「ホコ天」へと改名。
- 第15・16回：中原麻衣（小田島礼美役）
色々な人から「監督」というあだ名が最初に出る。第15回エンディングで「MS（広橋が「麻衣さん」と呼ぶ事から）」・「モビルスーツ」等の案も出たが、結局「監督」になった。
- 第17回：稲田徹（石橋健三郎役）
最初には何故か「東ハト」と呼ばれていた。しかしあまり定着せず、各コーナーでこのあだ名は使われなかった。（ただ、定着しようと思っている。）
- 第18回：小林沙苗（キャリー西川役）
広橋から「フートン(ほんわりしてて、太陽がいっぱい降り注いだ布団っぽいから)」と名付けられた。そのほか「SE(SanaE)」「NASA(昔、さなちゃんと呼ばれていたことから)」「おふとんちゃん(布団に絡んで)」「おふちゃん(前記のおふとんちゃんを略したもの)」の候補も挙がったが、結局は「フートン」になった。
- 第19・20回：坂本真綾（鈴木凛役）
今回はゲストで初めて、ニックネームをリスナーに募るものだった。その中から「ヤンマー」になった。
- 第21回：仙波清彦（アニメのBGM担当）
「師匠」と名付けられる。
- 第24回：おみむらまゆこ（安藤優梨役）
妖怪ぽい名前を希望していたが、広橋が考えた「オカリナ」と安藤のキャラから「ドリル」の候補があり、縮めて「オカドリル」となった。